# Kian (Rind)
Kian (geboren am 11. Juni 1997; gestorben 2013) war ein rotbunter (Red HF) Besamungsbulle. Er war der erste rotbunte Bulle weltweit, von dem mehr als eine Million Portionen verkauft wurden.
Kian war der Sohn einer Kuh aus dem Bullen Skalsumer Sunny Boy und des Bullen Andries. Damit hatte er eine rein niederländische Abstammung mit einem 25%igen Anteil von europäischem Rotbunt-Blut. Dies war ungewöhnlich zu einer Zeit, in der fast alle Bullen weit über 95 % Holstein-Frisian-Blut hatten. Schon nach seinem ersten Zuchtwert 2002 war er unter den zehn besten Bullen in den meisten Zuchtwertlisten weltweit. Bis 2008 hatte er eine Million Spermaportionen produziert. Bis zu seinem Tod waren es 1,4 Millionen. Diese waren nach ganz Europa, Südafrika, Nordamerika und Neuseeland exportiert worden.
Kian galt als ein Bulle, der seinen im Vergleich zu Tieren anderer Bullen relativ langlebigen Töchtern einen hohen Eiweißgehalt und damit gute Fundamente vererbte. Mehrere Söhne von ihm kamen ebenfalls zum Besamungseinsatz.